# Jorma Kaukonen
Jorma Kaukonen (Washington, 23 dicembre 1940) è un chitarrista statunitense.

## Biografia

### Infanzia e adolescenza
Di origini finlandesi da parte di padre ed ebraico-russe da parte di madre, Kaukonen si appassiona alla musica tradizionale americana e al country. Adolescente, conosce Jack Casady che suona la chitarra come lui e col quale forma un gruppo di rock and roll. Frequenta poi il college ad Antioch dove conosce Ian Buchanan che gli mostra la forza spirituale del blues del reverendo Gary Davis, predicatore cieco che suona la chitarra in finger picking e autore di brani come Death Don’t Have No Mercy e Let Us Together.
Jorma Kaukonen userà moltissimo il finger picking, sino a farne quasi un marchio di fabbrica.
Terminato il college, si trasferisce all'università di Santa Clara in California. Qui suona nei locali e accompagna Janice (Jorma scrive così il suo nome, non Janis) Joplin, che a un certo punto non si presenta a una serata, costringendolo a diventare un solista di country e blues.

### Jefferson Airplane

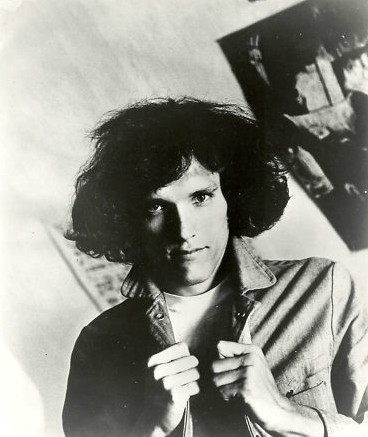
Jorma Kaukonen

Nel 1965 incontra Paul Kantner, chitarrista, e Marty Balin, cantante, che sono alla ricerca di un chitarrista solista per il gruppo che hanno formato. Convintosi a cavalcare l'onda elettrica del rock telefona a Casady. Jack nel frattempo si è appassionato all'uso del basso elettrico, di cui apprezza in particolare i suoni alti che ricordano il violoncello, ed ha fatto esperienza come bassista di bluegrass e rithm'n'blues. In epoca beat, tutti i ragazzi cercavano di essere dei chitarristi e i bassisti erano merce rara. Un contratto di 50 dollari alla settimana induce Jack Casady ad andare in California.
Alla ricerca di un nome per il gruppo, Kaukonen cita un suo soprannome: Blind Lemon Jefferson Airplane (B.L.J. fu un mitico bluesman degli anni '20).
Nascono i Jefferson Airplane, entrati nella Rock'n'Roll Hall of Fame il 17 gennaio 1996.

### Hot Tuna e altri progetti
Nel 1970 nasce un progetto parallelo che si chiamerà Hot Tuna (Hot Shit non fu giudicato idoneo dai discografici). Il primo album, Hot Tuna, è un live. Kaukonen all'acustica suona come sempre in finger-picking, con l'uso del thumbpick al pollice e unghie metalliche all'indice e medio. Casady è al basso elettrico e Willow Scarlett all'armonica. Propongono brani tradizionali, blues e country oltre a pezzi composti da Jorma. Apre quello che diverrà un classico, Hesitation Blues. Seguono How Long, How Long Blues, Uncle Sam blues, Don't You Leave Me Here, Death Don't Have No Mercy. Il lato B offre Know You Rider, Search My Heart, Winin' Boy Blues e chiudono due pezzi di Kaukonen New Song (for the Morning e Mann's Fate.
First Pull Up Then Pull Down. La formazione si allarga con Papa John Creach al violino elettrificato e Sammy Piazza alla batteria. Aprono 8 minuti di acid blues elettrico: John's Other di Creach. Seguono l'acustica Candy Man di Davis, un'elettrica Been So Long ed un'acustica Want You to Know di Jorma. Il secondo lato è aperto da Keep Your Lamps Trimmed and Burning di Davis, 8 minuti di blues incalzante dove la tessitura ritmica di Casady e Piazza favorisce l'intreccio di assoli di chitarra, violino e armonica. Never Happen No More di Davis è acustica e scanzonata. L'album chiude come inizia: Come Back Baby di L. Hopkins, 9 minuti di blues elettrico cadenzato e duro.
Burgers - Non c'è più Will Scarlett all'armonica. Ospiti:David Crosby alla voce in “Highway Song”, Richmond Talbott alla slide e voce in “99 Year Blues”e Nikki Buck al piano e organo nei due brani di punta, “True religion” e ”Keep on truckin'”, ragtime stringato e acido, un singolo da classifica. ”Water Song” acustica e magica. Un omaggio al Rev. Gary Davis “Let us together right down there”. Grande album, senz'altro quello prodotto con mezzi più sofisticati, che tolgono ruvidezza al suono, lasciando per fortuna intatta l'energìa dei protagonisti. Completano l'Lp “Sea Child” , “Ode for Billy Dean” e “Sunny Day Strut”, tutte di Jorma.
Dopo aver mantenuto il rapporto con i Jefferson Airplane, tra l'altro aprendone i concerti come Hot Tuna, nel 1973 Kaukonen e Casady lasciano definitivamente il gruppo.
Nel 1974 viene pubblicato Quah, primo album a nome Jorma Kaukonen. Produce Jack Casady. È un album chitarra e voce. Il retro di copertina “with Tom Hobson” e le foto all'interno rivelano una collaborazione con questo cantante country, amico di Jorma, che appare in due brani. Si deve alla casa discografica la postproduzione ricca di sezioni d'archi che rischiarono di banalizzare alcuni dei brani più intensi. Apre Genesis, la ballata che ha procurato a J.K. uno stuolo di ammiratori fedeli per sempre. È il brano più richiesto durante i concerti. Il suo testo è stato stampato in 100 copie di pregio per onorare Jorma. Contiene inoltre Police dog blues,I'll be alright, Song for the North Star: non ha punti deboli.
Hot Tuna1974- “ Phosphorescent Rat” . Chiude la prima fase dei Tuna elettroacustici. Resta Sammy Piazza alla batteria e “papa” John Creach sceglie la via dei Jefferson Airplane. Notevoli “I See the Light” e “Corners without Exits”. Non manca il tributo a rev. Gary Davis “Sally, where'd you get your liquor from ?”, unica cover dell'album. Una chicca in “Living just for you” : il percussionista Andy Narell agli steel drums, i tamburi caraibici nati dalle culatte dei bidoni metallici così riciclati.
1975-“America's Choice” contiene alcuni futuri classici di Kaukonen, ”Sleep song”, “Funky #7”, “Serpent of Dreams” , che scrive sette brani su otto. Il gruppo è un trio con Bob Steeler alla batteria. Nasce un trittico di albums dove la parte elettrica è più dura e acida. ”The Metal Years”, dirà Jorma. Una curiosità: viene registrato nell'estate del '74, l'anno in cui escono “…rat “ e “Quah” l'album acustico di Kaukonen per eccellenza.
1975 “Yellow Fever”. Otto brani. Sei sono firmati, alcuni in collaborazione, ed uno arrangiato da Kaukonen, ”Hot jelly roll blues“, un tradizionale. Apre “Baby What You Want Me to Do”, con John Sherman alla seconda chitarra. Nick Buck è al synth in “Bar Room Crystal Ball”.
1976-“Hoppkorv”. Apre “I Wish You Would” di Billy Boy Arnold e torna un classico acustico, “Watch the North Wind Rise” di Kaukonen. Buck è alle tastiere e firma un brano: ”Drivin' Around”, ritroviamo Sherman alla seconda chitarra in “Bowlegged Woman…”. Brani di Muddy Waters, “I Can't Be Satisfied”, Chuck Berry, “Talking 'bout You” e un inconsueto Buddy Holly “It's So Easy”, se non sapessimo che era un idolo di Jorma e Jack ai tempi di Washington.
1978-“Double Dose” , doppio Lp: l'apoteosi. Prima facciata con Kaukonen all'acustica elettrificata con un'esecuzione di eccezionale intensità. Si sentono il sudore e l'amore per quel che suona uscire dal solco inciso. Casady si intuisce, ma non incide, lascia la ribalta al compare. Le rimanenti tre facciate sono una summa elettrica di brani proposti in carriera dagli Hot Tuna. Jorma alla Gibson Les Paul, Jack al basso Dean Flying-V, Nick Buck alle tastiere, Bob Steeler alla batteria. Su 14 esecuzioni, 9 sono a firma Kaukonen.
1979-Con “Final Vynil”, una normale compilation, la band chiude.
Esce ”Jorma”, secondo solo: acustico, elettrico, effettato, sovrainciso. Molto energico. Tutto il divertimento e la sperimentazione che si può estrarre dalle scatolette e dai banchi di regia. Tranne due episodi poco significativi, i brani sono tutti di Kaukonen. Tutti molto interessanti. “Straight Ahead” , ”Roads & Roads “ , “Valley of Tears” e la delicata “Song for the High Mountain” , tipica ballata kaukoniana, lasciano il segno.
Barbeque King J.K. vital parts, con Danny de Gorio, basso, e John Stench, batteria, due giovani new-yorkers. Viene proposto un sound influenzato dalla new wave, ma la title track è una classica ballata di Kaukonen, che ritornerà nei live acustici anni dopo. Tournée europea, e alcune date anche in Italia, dove chi non ha conosciuto Hot Tuna o “Quah” o “ Jorma” stenterà a riconoscere i brani proposti in una chiave più aderente alle nuove mode e a volumi sonori da disturbo della quiete pubblica. Di Genesis nessuna traccia, non pervenuta. Durante la sua permanenza in Italia, incide alcuni brani con il bluesman italiano Guido Toffoletti.
No Regrets SVT. Jack Casady ingaggia il chitarrista cantante Brian Marshall, autore di tutti i brani, e il batterista Paul Zahl e propone la Sua new wave. Non ci sarà un seguito per nessuno dei due esperimenti. Incide anche con il musicista veneziano Guido Toffoletti il suo Birthday Album del 1981 (2 LP Young Records) con Paul Jones, Kim Brown, Herbie Goins, Fabio Treves e Tolo Marton. Si esibisce da solo in alcune date italiane.
Nel 1984 Casady con Balin e Kantner formano la KBC Band. Un album omonimo lancia un singolo, America, che ha fortuna. Con loro sono: K. Crossan al sax, T. Gorman, tastiere, M.Aguilar, chitarra, D.Verdusco, batteria. Nel 1984 ha un lungo tour in Italia.
Esce Splashdown live a nome Hot Tuna (Jorma e Jack) registrato nel 1975 negli studi dell'emittente radiofonica WQIV-FM, mentre la navicella spaziale Apollo-Soyuz rientra sulla terra. Da qui il titolo e il parlato all'interno della registrazione.
Too Hot to Handle (1985) solo chitarra e voce per Kaukonen, con pezzi scritti con Malles Meje (pseudonimo artistico della prima moglie di Kaukonen, Margaretha) e alcune rivisitazioni. Spicca Too Many Years di Jorma.
Nel 1990 viene pubblicato Pair a Dice Found nuovo album di ricostituzione per gli Hot Tuna sull'onda del reunion tour con i Jefferson Airplane del 1989. La formula è quella consolidata nel tempo brani nuovi, tradizionali e covers. Ai due Tunas si aggiungono Michael Falzarano alla chitarra ritmica ed autore di cinque brani, Galen “Lenny” Underwood alle tastiere e Harvey Sorgen alla batteria. La produzione punta in alto e il suono è molto più FM che in passato. Nessun inedito verrà riproposto live in seguito, ma su Happy Turtle Song, acustica, sarebbe il caso di fare un pensierino.
In seguito riprende un sistema di lavoro basato sull'abitudine al bello, mai uguale. I concerti presentano sequenze di brani sempre differenti sera dopo sera, anche in tours organizzati. Questo è senz'altro uno dei segreti per allungare la vita della band che mantiene i due protagonisti al centro di tutto e vede una costante rotazione di nuovi personaggi, Mike Falzarano, chitarra, e Barry Mitterhoff, mandolino, tra i più importanti. Escono varie raccolte, live e riproposizioni di vecchi brani sia di Jorma Kaukonen che degli Hot Tuna.
Degni di nota Live at Sweetwater e Live at Sweetwater Two del 2004, registrati nell'omonimo locale di Mill Valley. Kaukonen si esibisce anche al dobro e alla table steel. Oltre a Casady c'è Michael Falzarano a chitarra, mandolino, armonica e voci. Partecipano Pete Sears alle tastiere, Bob Weir (chitarra dei Grateful Dead), Maria Muldaur e Wavy Gravy ai cori.
2002-Blue Country Heart. Nuovo solo di Kaukonen che ottiene una nomination ai Grammy. È una ricerca di materiale country e blues degli anni '20/'30 con ottime e calibrate partecipazioni. È un live in studio. Jorma ottiene in uso dalla Gibson un'Advanced Jumbo del 1936 per alcuni brani. Formazione: Sam Bush, mandolino, fiddle e voci; Jerry Douglas, Dobro e Weissenborn (una specie di dulcimer slide, la vera chitarra hawaiana), Byron House, basso e voci; Béla Fleck, banjo in due brani. Un album equilibrato, preparato ed eseguito con gusto e passione. Le note di copertina e le dediche di Jorma e Byron House (anche produttore) commuovono addirittura. Per una volta (essendo un progetto a tema) non ci sono brani originali, ma Kaukonen li fa "suoi" come pochi saprebbero.

### Anni recenti

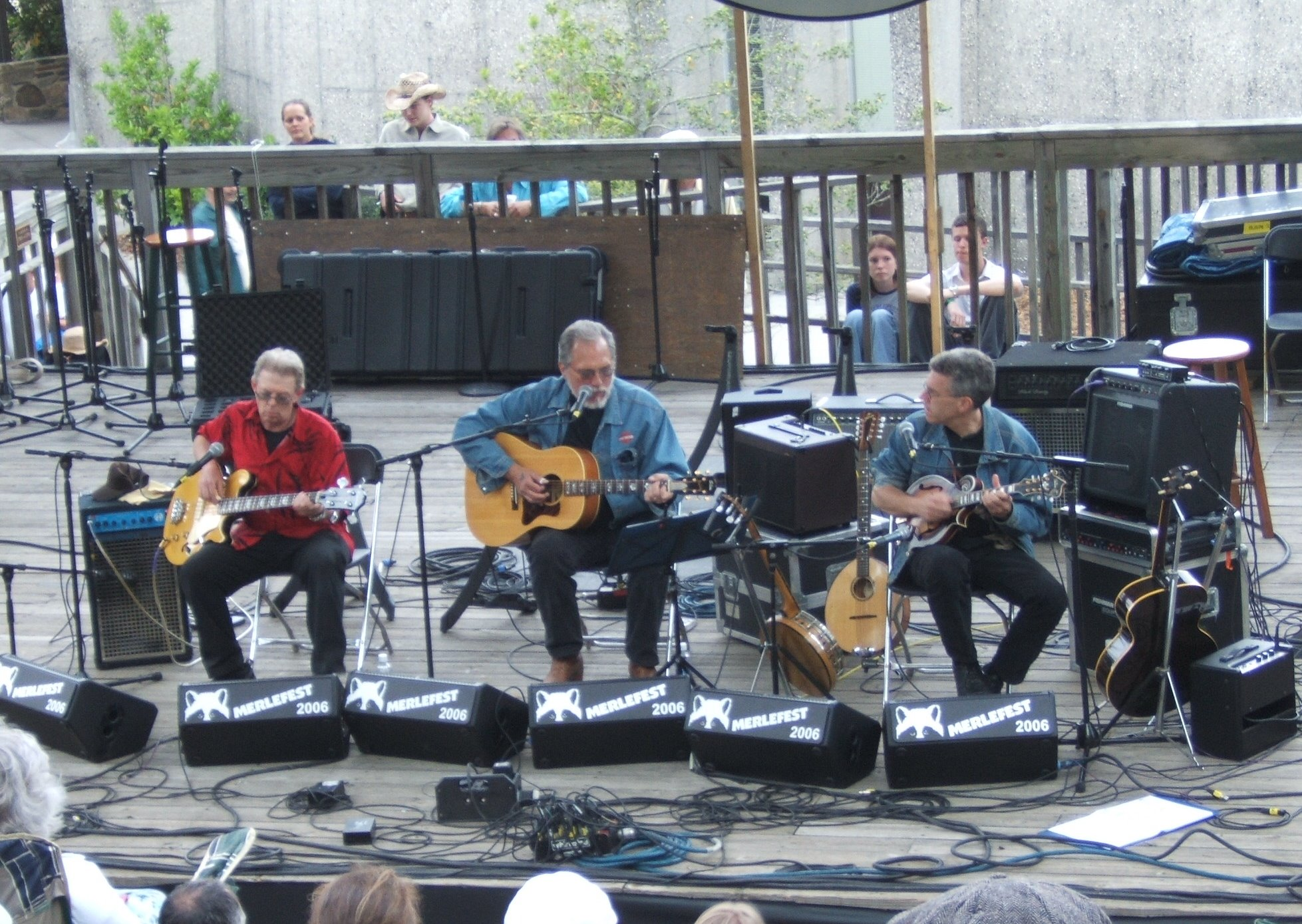
Gli Hot Tuna al Merlefest, 2006 - Da sinistra a destra, Jack Casady, Jorma Kaukonen, e Barry Mitterhoff

2003-Dream Factor. Primo album solo di Jack Casady con brani inediti e partecipazioni stellari che ruotano intorno al suo basso, protagonista di Outside e di Weight of Sin. Un album a tinte varie, grazie ai chitarristi che ruotano attorno a lui. Tra questi, immancabile Kaukonen, troviamo anche Warren Haynes (Gov't Mule) e Paul Barrere (già con Little Feat). Alla batteria il compito è diviso tra Steve Gorman (BlackCrowes) e Matt Abts (Gov't Mule). Una produzione di gran classe.
2007- Stars in My Crown. Solo di Kaukonen che riprende il tema di Blue Country Heart, grazie anche alla constatazione che il suo modo di interpretare questo ruolo nella musica è più che mai apprezzato. Produce ancora Byron House, al basso in tutti i pezzi, tranne che in Mighty Hard Pleasure, di Joe Croker. Si registra a Nashville. Il clima dell'intero lavoro è perfetto, tutti i musicisti lavorano per il pezzo e non per sé stessi. Quindi è una tessitura continua con le Gibson di Jorma, il mandolino (Gibson F-5,1941) e il banjo tenore (Gretsch Orchestrella, 1924) di Barry Mitterhoff (l'attuale terzo Hot Tuna ), la Weissemborn 1920's style 1 e la Martin OM 18V di Ed Gerhard, L'Hammond B3 1962 di Phil Madeira, il piano verticale di Reese Wynans (un Kingsberry Cabinet Grand, Chicago 1903),  la Martin D-18 del 1934 di Tim Stafford (e qui ci fermiamo perché le note a margine dei brani sono estremamente copiose) a suonare in perfetta armonia.
Ouverture: Heart Temporary, maestosa. Per la sezione d'archi, accanto ad ogni musicista, lo strumento usato, il liutaio, l'anno e il luogo di costruzione. La voce di Jorma è ancora quella dei Jefferson, non muta nel tempo e arricchisce sempre di più quel timbro che penetra l'animo. Oltre all'apertura, Fur Peace Rag strumentale, Living in the Moment, Late Breaking News, A Life Well Lived, strumentale, sono a firma di Kaukonen. By the Rivers of Babylon allegra e con un coro di voci bianche (i figli della "band"), Come Back, Baby (Lighting Hopkins), No Demon (Byron House), There's a Table Sittin' in Heaven (rev. Gary Davis), un tributo a Johnny Cash The Man Comes Around, Will There Be Any Stars in My Crown? (Sweeney, Hewitt) un gospel con un coro soffuso ma presente, Preacher Picked the Guitar (Roy Book Bionder) chitarra e voce per J.K., e una ripresa di …Stars in My Crown? per sola Gibson Advanced Jumbo.
Dal 1988 è nato il progetto Fur Peace Ranch, la base di Jorma nei monti Appalachi nei pressi di Darwin, Ohio. Qui si tengono corsi settimanali per chitarra, basso e altro con ottimi e noti strumentisti, tra cui gli stessi Kaukonen, Casady, Mitterhoff e, a caso, Larry Coryell, Beppe Gambetta, David Lindley. Insegnanti che si esibiscono nella sala concerti, 200 posti a sedere, per un biglietto che va dai 18 dollari per David Jacobs-Strein ai 30 per l'accoppiata Kaukonen-Bromberg.

## Discografia dei Jefferson Airplane
- 1966 – Jefferson Airplane Takes Off
- 1967 – Surrealistic Pillow
- 1967 – After Bathing at Baxter's
- 1968 – Crown of Creation
- 1969 – Bless Its Pointed Little Head (live)
- 1969 – Volunteers
- 1970 – The Worst of Jefferson Airplane (raccolta)
- 1971 – Bark
- 1972 – Long John Silver
- 1973 – Thirty Seconds Over Winterland (live)
- 1989 – Jefferson Airplane

## Discografia degli Hot Tuna
Album in studio
- 1972 – Burgers
- 1973 – The Phosphorescent Rat
- 1975 – America's Choice
- 1975 – Yellow Fever
- 1976 – Hoppkorv
- 1990 – Pair a Dice Found
- 2011 – Steady As She Goes

Live
- 1970 – Hot Tuna
- 1971 – First Pull Up, Then Pull Down
- 1978 – Double Dose
- 1984 – Splashdown
- 1985 – Historic Live Tuna
- 1992 – Live at Sweetwater
- 1993 – Live at Sweetwater Two
- 1996 – Classic Hot Tuna Acoustic
- 1996 – Classic Hot Tuna Electric
- 1997 – Splashdown Two
- 1997 – Live in Japan
- 1999 – And Furthurmore...

Raccolte
- 1979 – Final Vinyl
- 1996 – In a Can
- 1998 – The Best of Hot Tuna

## Discografia solista
Album in studio
- 1974 – Quah
- 1979 – Jorma
- 1980 – Barbeque King
- 1985 – Too Hot to Handle
- 1994 – Embryonic Journey
- 1995 – The Land of Heroes
- 1996 – Christmas
- 1998 – Too Many Years
- 2002 – Blue Country Heart
- 2007 – Stars in My Crown
- 2009 – River of Time
- 2015 - Ain't In No Hurry

Live
- 1985 – Magic
- 1995 – Magic Two
- 2001 – Jorma Kaukonen Trio Live